# پیتر بویل
پیتر بویل (به انگلیسی: Peter Boyle) (زاده ۱۸ اکتبر ۱۹۳۵ درگذشته ۱۲ دسامبر ۲۰۰۶) بازیگر آمریکایی بود. که برای بازی در نقش جو کوران در فیلم جو (۱۹۷۰)، هیولا در فیلم فرانکنشتاین جوان (۱۹۷۴) و فرانک در سریال همه ریموند را دوست دارند شناخته‌می‌شد. او چندین بار نامزد جایزه امی ساعات پربیننده شده‌بود.
پیتر بویل در ۱۲ دسامبر سال ۲۰۰۶، در اثر بیماری قلبی و مولتیپل میلوما در بیمارستان نیویورک-پرسبیترین، در سن ۷۱ سالگی درگذشت.

## آثار و جوایز

### سینما
| سال  | عنوان                       | فیلم            | یادداشت                                                    |
| ---- | --------------------------- | --------------- | ---------------------------------------------------------- |
| ۱۹۶۶ | گروه                        | فرد ناشناس      |                                                            |
| ۱۹۶۹ | رسانه‌ها احساس ندارند        | مدیر اسلحه‌فروشی |                                                            |
| ۱۹۶۹ | مانیتورها                   | مدیر تولید      |                                                            |
| ۱۹۷۰ | جو                          | جو کوران        | نامزد - جایزه انجمن ملی منتقدان بهترین بازیگر نقش مکمل مرد |
| ۱۹۷۰ | خاطرات یک زن خانه‌دار دیوانه | مرد             |                                                            |
| ۱۹۷۱ | قرار ملاقات با یک دختر تنها | جک میچل         |                                                            |
| ۱۹۷۲ | نامزد                       | ماروین لوکاس    |                                                            |
| ۱۹۷۳ | دوستان ادی کویل             | دیلون           |                                                            |
| ۱۹۷۴ | فرانکنشتاین جوان            | هیولا           |                                                            |
| ۱۹۷۶ | راننده تاکسی                | جادوگر          |                                                            |
| ۱۹۷۸ | مشت                         | مکس گراهام      |                                                            |
| ۱۹۷۹ | هاردکور                     | اندی مست        |                                                            |
| ۱۹۷۹ | ورای ماجرای پوسیدون         | فرانک مازتی     |                                                            |
| ۱۹۸۱ | خارج از محدوده              | مارک شیپارد     |                                                            |
| ۱۹۸۴ | جانی خطرناک                 | جوکو داندی      |                                                            |
| ۱۹۸۸ | داغ سرخ                     | فرمانده لو      |                                                            |
| ۱۹۸۹ | تیم رویایی                  | جک مک‌دورمنت     |                                                            |
| ۱۹۹۰ | مردان محترم                 |                 |                                                            |
| ۱۹۹۱ | کیک‌بوکسور ۲                 | جاستین          |                                                            |
| ۱۹۹۲ | ماه عسل در وگاس             | اورمان          |                                                            |
| ۱۹۹۲ | مالکوم ایکس                 | کاپیتان گرین    |                                                            |
| ۱۹۹۳ | گرفتن گرما                  |                 |                                                            |
| ۱۹۹۴ | سایه                        | مو              |                                                            |
| ۱۹۹۴ | بابانوئل                    | آقای وایتل      |                                                            |
| ۱۹۹۵ | زاده برای وحشی بودن         | گاس چارنلی      |                                                            |
| ۱۹۹۵ | وقتی خواب بودی              | او‌ایکس          |                                                            |
| ۱۹۹۷ | گربه جاسوس                  | پا              |                                                            |
| ۱۹۹۸ | گونه ۲                      | دکتر هارمن      |                                                            |
| ۱۹۹۸ | دکتر دولیتل                 | آقای کالوی      |                                                            |
| ۲۰۰۱ | مهمانی هیولا                | باک             |                                                            |
| ۲۰۰۲ | بازگشت گربه                 | موتا            | صداپیشه نسخه انگلیسی                                       |
| ۲۰۰۲ | بابا نوئل ۲                 |                 |                                                            |
| ۲۰۰۲ | ماجراهای پلوتو نش           | رونالد          |                                                            |
| ۲۰۰۴ | اسکوبی-دو ۲                 | پیرمرد          |                                                            |
| ۲۰۰۶ | بابا نوئل ۳                 |                 |                                                            |

### تلویزیون
| سال       | عنوان                    | نقش          | یادداشت |
| --------- | ------------------------ | ------------ | --- |
| ۱۹۷۶      | پخش زنده شنبه شب         | خودش         | یک قسمت |
| ۱۹۸۹-۱۹۹۱ | تماس‌گیرنده نیمه‌شب        | جی.جی کیلین  | ۳ قسمت نامزد - جایزه امی ساعات پربیننده بهترین بازیگر مهمان در مجموعه تلویزیونی درام |
| ۱۹۹۵      | پرونده‌های ایکس           | کلاید بروکمن | نامزد - جایزه امی ساعات پربیننده بهتربن بازیگر مهمان در مجموعه تلویزیونی درام |
| ۱۹۹۶-۲۰۰۵ | همه ریموند را دوست دارند | فرانک        | ۲۰۷ قسمت برنده - جایزه انجمن بازیگران فیلم برای بهترین اجرای گروهی در مجموعه تلویزیونی کمدی نامزد - جوایز کمدی بهترین بازیگر نقش مکمل مرد در مجموعه تلویزیونی نامزد - جایزه امی ساعات پربیننده بهترین بازیگر نقش مکمل مرد در مجموعه تلویزیونی کمدی (۲۰۰۵-۱۹۹۹) نامزد - جایزه انجمن بازیگران فیلم برای بهترین بازیگر نقش مکمل مرد در مجموعه تلویزیونی کمدی (۱۹۹۹-۲۰۰۰، ۲۰۰۲، ۲۰۰۶-۲۰۰۴) |